# Mormodes tuxtlensis
Mormodes tuxtlensis är en orkidéart som beskrevs av Gerardo A. Salazar. Mormodes tuxtlensis ingår i släktet Mormodes och familjen orkidéer. Inga underarter finns listade i Catalogue of Life.